# Ivo Hána
Ivo Hána (11. března 1928 Beroun – 29. listopadu 2017) byl český lékař, klinický imunolog a alergolog, spoluzakladatel vědního oboru imunologie v Československu a v letech 1990–1994 ředitel Institutu pro další vzdělávání lékařů a farmaceutů. V roce 1990 se stal prvním jmenovaným univerzitním profesorem imunologie a alergologie v Československu.

## Profesní život
Vystudoval Fakultu všeobecného lékařství Univerzity Karlovy v Praze. V roce 1952 začínal na oddělení mikrobiologie v Ústí nad Labem, následující rok přešel na Ústav epidemiologie a mikrobiologie v Praze.
V roce 1968 nastoupil do Institutu pro další vzdělávání lékařů a farmaceutů, který po sametové revoluci čtyři roky vedl. V roce 1984 zde zřídil Katedru lékařské imunologie. Byl hlavním organizátorem přerodu pracoviště na současný Institut postgraduálního vzdělávání ve zdravotnictví. Ve Východním bloku se mu podařilo založit první Registr dárců kostní dřene. V letech 1994–2003 byl předsedou výboru Imunologické sekce Československé biologické společnosti ČSAV, respektive České imunologické společnosti. Pracoval také na Ústavu imunologie a mikrobiologie 1. lékařské fakulty UK a VFN v Praze, v období 1982–1987 působil jako vedoucí imunizačního centra Světové zdravotnické organizace v několika rozvojových zemí (WHO Expanded Program on Immunization). Dosud je prezidentem Rady vědeckých společností ČR. Praha
Je autorem více než 250 odborných článků, z toho přes 90 bylo vydáno v mezinárodních časopisech. Uskutečnil řadu zahraničních stáží například v Minneapolisu, Chicagu, Freiburgu, Paříži, Londýně, Moskvě či Dillí.
Společně s profesorem Ctiradem Johnem se zasadil o zařazení imunologie jako svébytného předmětu do studijního plánu na české lékařské fakulty.
Prof. Hána zemřel 4. prosince 2017.

## Ocenění
Dne 28. října 2008 jej prezident republiky vyznamenal Medailí Za zásluhy o stát v oblasti vědy.